# Quiasmo
El quiasmo es una figura literaria basada en la repetición. Se trata de un paralelismo cruzado, es decir, de la repetición de una estructura sintáctica; con la particularidad de que en el caso del quiasmo los elementos que se repiten aparecen primero en un orden (por ejemplo, AB) y luego en el orden contrario (por ejemplo, BA). El nombre de la figura procede del griego χιασμóς, 'disposición cruzada', en referencia a la forma de la letra griega ji: X.
Así, en el inicio del poema de Manuel Machado Verano, se produce quiasmo, pues primero se encuentra la estructura sustantivo + adjetivo (A+B) y luego su inversa, adjetivo + sustantivo (B+A).
Frutales

cargados,

dorados

trigales

El quiasmo, por lo tanto, se realiza a partir de la repetición de frases o términos iguales, pero de manera cruzada y conservando una simetría. Esto genera una significación particular en la expresión y refuerza una idea, ya que la repetición cruzada causa sorpresa y lleva a reflexionar sobre lo dicho.
Cuando se produce repetición no solo de la estructura sintáctica, sino de las palabras mismas, se habla de retruécano, como sucede en la oración «Ni son todos los que están, ni están todos los que son».
También es utilizada de manera no explícita para dar un sentido de belleza e ingenio en una obra narrativa, en la cual el inicio, nudo y desenlace tengan una unión con el origen y se forme una suerte de círculo. El comienzo de una historia tiene su premio en el final, refiriéndose literalmente o metafórica a ella, cerrando lo que comenzó de una manera, con referencias y articulación de hechos y sucesos iguales, dando a entender que la historia no se cerró, sino que volvió en sí misma. Este recurso se puede ver principalmente en la literatura, en la música y en el cine.